# Mamadou Doumbia
Mamadou Doumbia est un joueur de football ivoirien né à Abidjan (Côte d'Ivoire) le 3 décembre 1980.
Son poste de prédilection est défenseur central. Il évolue au CA Bastia.

## Biographie
Né à Abidjan, Mamadou commence sa carrière à l'Académie de Sol Béni en Côte d'Ivoire et rejoint ensuite l'ASEC Abidjan à l'hiver lors de la saison 1999-2000. Il signe en juillet 2006 pour 350 000 euros avec le FC Istres où il restera jusqu'en 2011. Il s'engage alors au Mans FC le 22 juin 2011 où il disputera une cinquantaine de matchs en deux saisons avant de rallier le Koweït et le club d'Al-Arabi. 
Il effectue son retour en Provence à Istres durant le mercato estival 2013.
Il a également connu la sélection avec les éléphants de la Côte d'Ivoire entre 2005 et 2007 (7 apparitions, 1 but).
En juin 2014, il s'engage pour deux ans avec le CA Bastia.
Actuellement salarié à l'association sport dans la ville en tant que Responsable Territorial Sport sur les territoires de Bron, Mermoz et Givors, depuis 2019.

## Clubs
- 2000-2006 : ASEC Mimosas  Côte d'Ivoire
- août 2006-2011: FC Istres  France
- 2011-jan. 2013 : Le Mans FC  France
- jan. 2013- juin 2013 : Al-Arabi  Koweït
- 2013-2014 : FC Istres  France
- 2014-2016 : CA Bastia  France

## Palmarès
- Champion de France de National en 2009 avec Istres

## Statistiques
À l'issue de la saison 2015-2016
- 132 matchs et 10 buts en Ligue 2
- 103 matchs et 5 buts en National